# Rosario (Argentinië)
Rosario is de grootste stad van de provincie Santa Fe in Argentinië en de op twee na grootste stad van het land na Buenos Aires en Córdoba. De stad ligt in het departement Rosario. Ze ligt 285 kilometer ten noordwesten van Buenos Aires, aan de oever van de rivier de Paraná. De stad telt ongeveer 1.236.000 inwoners (2010).
De stad is een belangrijk verkeersknooppunt van spoor- en waterwegen. De haven kan bereikt worden door zeeschepen en cruiseboten. Hiermee is het een groot exportcentrum. Er zijn belangrijke industrieën op het gebied van maïs, suiker en vlees.

## Geschiedenis
Het is niet bekend wie de stad gesticht heeft. De stad stamt uit de 17e eeuw, de eerste landheer was Luis Romero de Pineda.
Op 27 februari 1812 hees generaal Manuel Belgrano de nieuwe en huidige Argentijnse vlag voor de eerste maal aan de oevers van de Paraná. Tot 1850 was Rosario een kleine plaats met niet meer dan 3.000 inwoners. De haven was per decreet van Juan Manuel Rosas gesloten. Na verschillende verzoeken om handel te mogen drijven werd dit op 5 augustus 1852 toegekend. Hierna begon de stad te groeien en in 1880 was Rosario de belangrijkste exportstad van Argentinië.
De stad expandeerde snel. In 1926 had Rosario al 407.000 inwoners, waaronder veel immigranten die in de Eerste Wereldoorlog Europa ontvlucht waren.
In 1946 steunden de inwoners van Rosario massaal Juan Perón in zijn poging om president te worden. Mede hierdoor kreeg de stad veel subsidies en nationale industrieën toegekend. In 1969 vonden er massale protesten plaats tegen het Argentijnse dictatoriale bewind. In de jaren 70 verdween een aanzienlijk aantal inwoners door ditzelfde bewind. In 1983 keerde Argentinië terug tot een democratie.

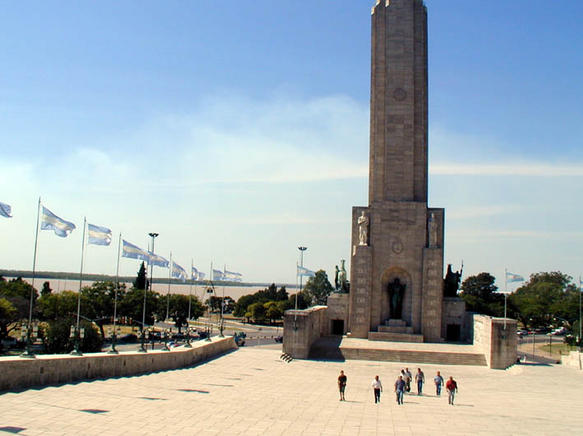
Nationaal monument te Rosario, Argentinië

## Stedenband
- Haifa (Israël)

## Religie
De beschermheilige van de stad is de Maagd van de Rozenkrans (Rosario) (feestdag op 7 oktober).
In 1934 werd Rosario een rooms-katholiek bisdom en in 1963 een aartsbisdom.

## Sport
In Argentinië is voetbal de belangrijkste sport. De twee toonaangevende clubs in Rosario zijn CA Rosario Central en CA Newell's Old Boys. CA Rosario Central speelt haar wedstrijden in het Estadio Gigante de Arroyito. Met dit stadion was Rosario speelstad bij het WK voetbal in 1978. Het Estadio Marcelo Bielsa is de thuisbasis van CA Newell's Old Boys. Lionel Messi en veel andere bekende voetballers komen uit Rosario.

## Bekende inwoners van Rosario

### Geboren in Rosario
- Antonio Berni (1905-1981), figuratief kunstenaar
- Libertad Lamarque (1908-2000), actrice
- Juan Carlos Zabala (1911-1983), atleet
- Vicente de la Mata (1918-1980), voetballer
- José Poy (1926-1996), voetballer
- José Fernando Bonaparte (1928-2020), paleontoloog
- Che Guevara (1928-1967), guerrillastrijder
- José Yudica (1936-2021), voetballer en voetbalcoach
- César Luis Menotti (1938-2024), voetballer en voetbalcoach
- Marcelo Bielsa (1955), voetballer en voetbalcoach
- Gerardo Martino (1962), voetballer en voetbalcoach
- Oscar Ruggeri (1962), voetballer en voetbalcoach
- Valeria Mazza (1972), model en ondernemer
- Sebastián Alquati (1976), judoka
- Romina Maggi (1976), speerwerpster
- Luciana Aymar (1977), hockeyster
- Maximiliano Rodríguez (1981), voetballer
- Martín Anselmi (1985), voetbaltrainer
- Cristian Ansaldi (1986), voetballer
- Nahuel Guzmán (1986), voetballer
- Eduardo Schwank (1986), tennisser
- Lionel Messi (1987), voetballer
- Éver Banega (1988), voetballer
- Ángel Di María (1988), voetballer
- Facundo Bagnis (1990), tennisser
- Mauro Icardi (1993), voetballer
- Nicolás Capogrosso (1995), beachvolleyballer
- Maximiliano Rolón (1995-2022), voetballer
- Giovani Lo Celso (1996), voetballer
- Tomás Capogrosso (2002), beachvolleyballer